# Sinning (Oberhausen)
Die Ortschaft Sinning ist ein Teil der Gemeinde Oberhausen im Landkreis Neuburg-Schrobenhausen.

## Geographie
Das Pfarrdorf Sinning liegt 4 km südlich von Oberhausen, jenseits der Bundesstraße 16. Von West nach Ost wird das Dorf vom Sinninger Bach durchflossen. Geologisch liegt Sinning am Rand einer Lechschotterterrasse, die an die Südausläufer der Fränkischen Alb grenzt. Im Osten erstreckt sich die Sinninger Flur bis ins Donaumoos hinein. Auf der Gemarkung liegen neben dem Pfarrdorf Sinning auch die Einöden Kastlmühle, Sankt Wolfgang und Stelzhof.

## Geschichte
Bereits zur Jungsteinzeit war das Gebiet des heutigen Sinnings besiedelt, wovon mehrere Funde von Stein- und Knochenwerkzeugen zeugen. In der Bronze- und Eisenzeit wurden die noch heute erhaltenen Grabhügel der Region errichtet. Nordwestlich vom heutigen Dorf, auf dem Stätteberg nahe Unterhausen, errichteten Kelten eine Wallanlage. Westlich von Sinning verlief die römische Militär- und Fernstraße „Donausüdstraße“
Sinning wurde 1140 erstmals in einer Urkunde des Klosters St. Ulrich und Afra in Augsburg erwähnt, als Zeuge wird ein Helenbert von Synningen angegeben. Der auf -ing endende Ortsname lässt auf die Besiedlung durch Bajuwaren oder Alemannen zum Ende der Völkerwanderung Mitte des 6. Jahrhunderts schließen. Damit ist Sinning der älteste der Oberhausener Ortsteile. Bis 1350 hatten die von Sinning die Rolle des Ortsadels inne.
1505 fiel Sinning zusammen mit Oberhausen, Unterhausen und Kreut an das neugegründete Herzogtum Pfalz-Neuburg. Im Jahr darauf wurde Sinning den Schönpüchlern als Hofmark zugesprochen. Von 1542 bis 1552 zwang der damalige Pfalzgraf Ottheinrich seinen Untertanen den Protestantismus auf. Pfalzgraf Wolfgang Wilhelm führte 1617 jedoch abermals einen Konfessionswechsel im Herzogtum durch.

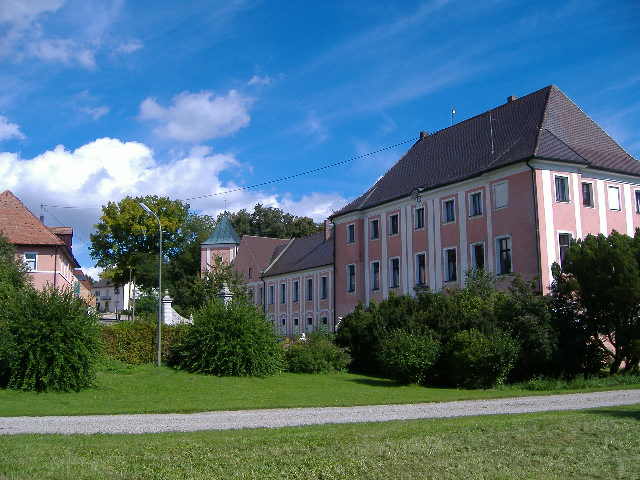
Schloss Sinning

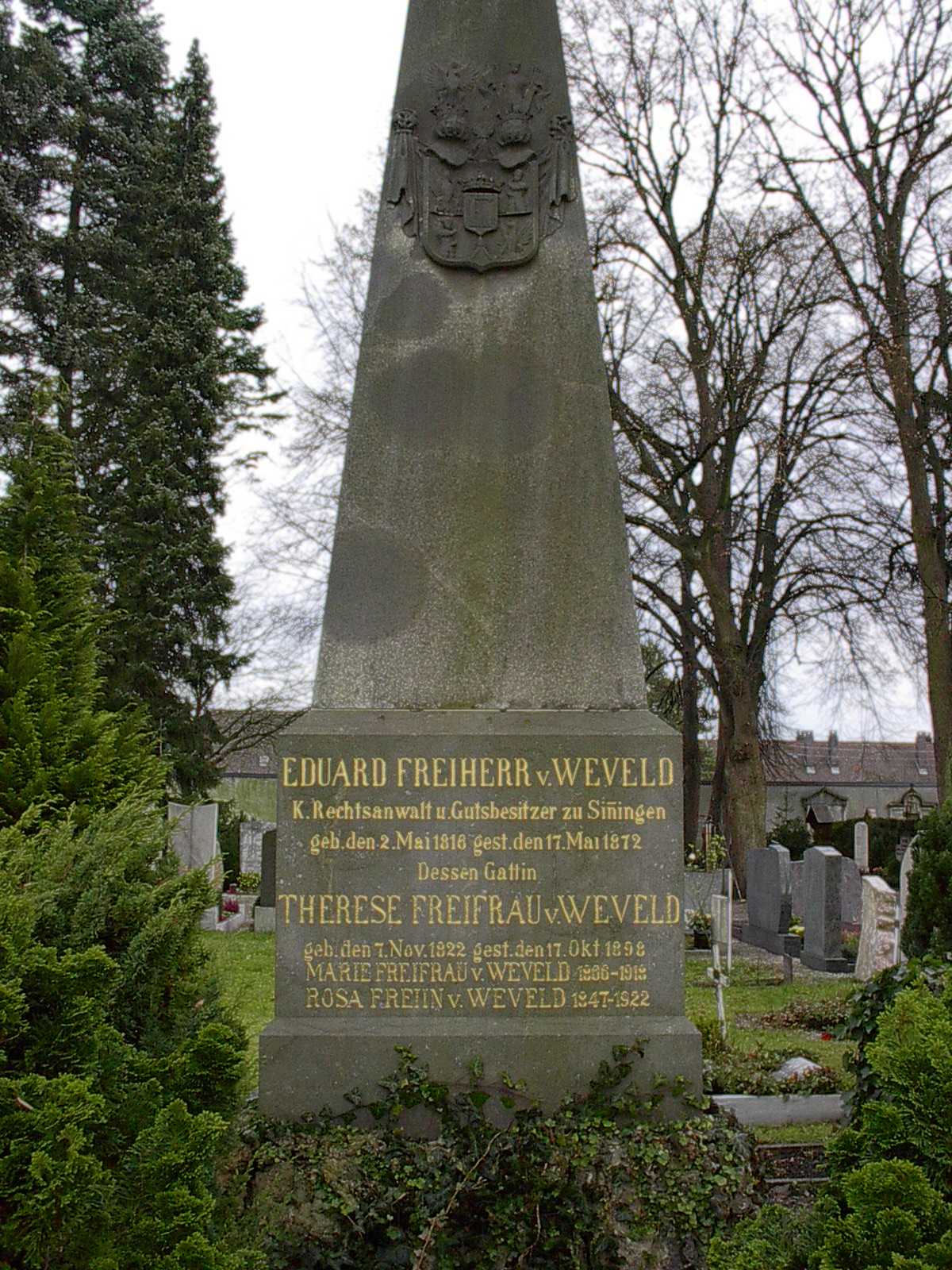
Grabmal von Eduard Freiherr von Weveld auf dem Neuburger Friedhof

1721 erhielt Wilhelm Adam Freiherr von Weveld für 9750 Gulden die niedere Gerichtsbarkeit über einen Teil Sinnings, 1730 auch über den Rest des Dorfes und Oberhausen; bis zum Jahr 1848 waren die Freiherren von Weveld die Gerichtsherren des Ortes. Sie bauten das 1660 von Franz von Giese erbaute Sinninger Schloss zu ihrem Familiensitz aus, Sinning fungierte dabei als Verwaltungszentrum für die umliegenden Besitzungen. Nach den Napoleonischen Kriegen kam Sinning 1808 an das Königreich Bayern. Sinning war bis zum 31. Dezember 1971 Hauptort der gleichnamigen eigenständigen Gemeinde. Am 1. Januar 1972 schlossen sich die Gemeinden Sinning, Unterhausen und Oberhausen freiwillig zur Gemeinde Oberhausen zusammen, zu der 1994 noch Kreut hinzukam.
Die katholische Pfarrei Sankt Nikolaus in Sinning ist Sitz der Pfarreiengemeinschaft Sinning  und gehört zum Dekanat Neuburg-Schrobenhausen im Bistum Augsburg. Zur Pfarrei gehören außer Sinning die Einöden Kastlmühle, Stelzhof und Sankt Wolfgang.

Zur Pfarreiengemeinschaft Sinning gehören außerdem noch die Pfarreien Sankt Elisabeth in Dezenacker mit Filialkirche Sankt Maria in Längloh, Sankt Clemens in Oberhausen und Sankt Pankratius in Unterhausen.
Die katholische Kirche St. Wolfgang ist in Privatbesitz. Dort finden zu besonderen Anlässen Gottesdienste statt. Auch kann diese für Hochzeiten genutzt werden.

## Infrastruktur
Sinning verfügt über einen 1979 gegründeten Kindergarten. Die nächste Volksschule befindet sich in Oberhausen. Daneben existiert noch ein Sportplatz in Sinning. Der SV Sinning spielt in der A-Klasse Neuburg.

## Sehenswürdigkeiten
Nahe St. Wolfgang befinden sich 27 vorgeschichtliche Grabhügel, in denen Randleistenbeile vom Typ Crailsheim gefunden wurden. Das Schloss Sinning ist ein um 1660 errichtetes Wasserschloss im Renaissance-Stil, auf dem Schlossführungen und jährlich Mittelaltermärkte stattfinden. Die Dorfkirche St. Nikolaus wurde in den Jahren 1741–1743 von Johann Puchtler wiederaufgebaut und seitdem mehrmals erweitert (unter anderem Erhöhung 1848). In St. Wolfgang befindet sich die gleichnamige Wallfahrtskirche aus dem 17. Jahrhundert. Die Saalkirche wurde 1657/58 neu gebaut und beherbergt neben Altären aus dem Klassizismus auch die Weveldsche Familiengruft.

## Söhne und Töchter des Ortes

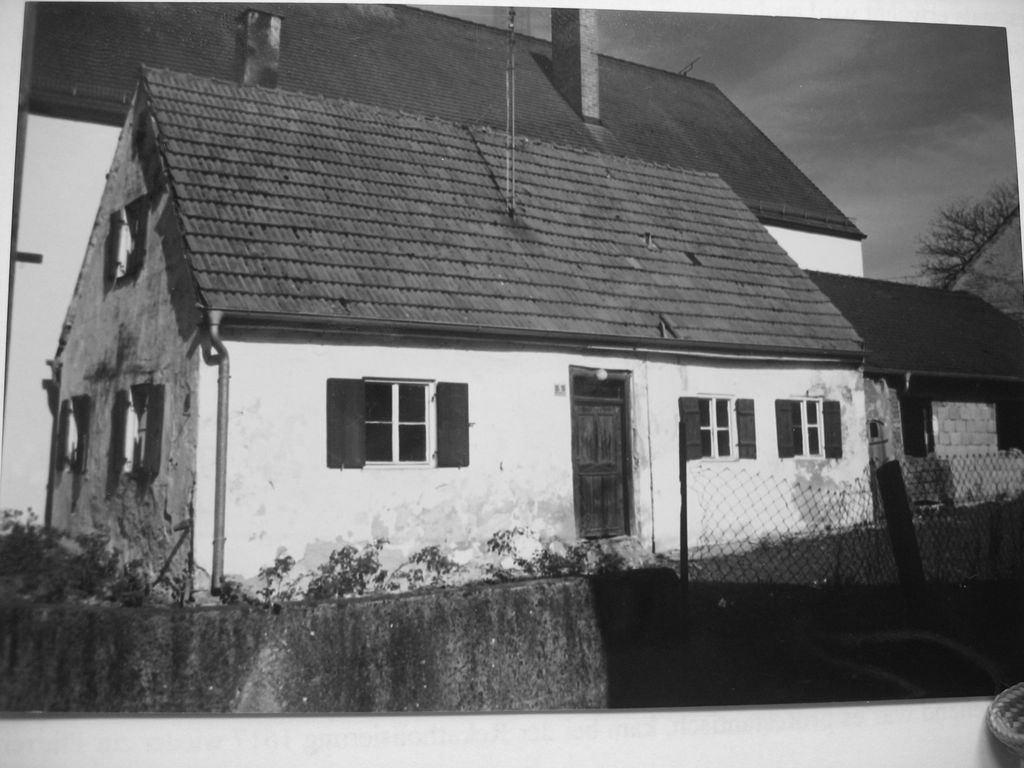
Das Geburtshaus von Pater Konrad Eubel aus Sinning

- Konrad Eubel, (19. Januar 1842 bis 5. Februar 1923), Minoritenpater und Kirchenhistoriker